# Haploa suffusca
Haploa suffusca är en fjärilsart som beskrevs av John G. Franclemont 1938. Haploa suffusca ingår i släktet Haploa och familjen björnspinnare. Inga underarter finns listade i Catalogue of Life.